# Razorjack
Razorjack é uma mini-série de Banda Desenhada, com argumento e arte de John Higgins, publicada em 2001 pela editora inglesa com.x.
Em 2002 foi publicada pela brasileira Brainstore Editora.
Banda desenhada independente